# San Antón (Alicante)
San Antón es un barrio de la ciudad española de Alicante. Limita al norte con el barrio de Carolinas Bajas; al este con el barrio de Raval Roig-Virgen del Socorro; al sur con el barrio de Casco Antiguo-Santa Cruz; al suroeste con el barrio del Centro; al oeste con el barrio del Mercado; y al noroeste con el barrio de Campoamor. Según el padrón municipal, cuenta en el año 2023 con una población de 2530 habitantes (1322 mujeres y 1208 hombres).
Dentro de los lugares de interés, destacan el monte Benacantil, espacio natural sobre el que se asienta el castillo de Santa Bárbara, la plaza de toros de Alicante o la iglesia de la Misericordia.

## Población
Según el padrón municipal de habitantes de Alicante, la evolución de la población del barrio de San Antón en los últimos años, del 2011 al 2023, tiene los siguientes números:
|              | 2011 | 2012  | 2013  | 2014  | 2015  | 2016  | 2017  | 2018  | 2019  | 2020  | 2021  | 2022  | 2023   |
| ------------ | ---- | ----- | ----- | ----- | ----- | ----- | ----- | ----- | ----- | ----- | ----- | ----- | ------ |
| Población    | 2240 | 2226  | 2255  | 2208  | 2224  | 2171  | 2195  | 2208  | 2269  | 2312  | 2328  | 2407  | 2530   |
| (Diferencia) |      | (-14) | (+29) | (-47) | (+16) | (-53) | (+24) | (+13) | (+61) | (+43) | (+16) | (+79) | (+123) |

## Historia
Comenzó a formarse en el siglo XVII, a extramuros de la ciudad, en la ladera del monte Benacantil. Ayudaron a su crecimiento las construcciones del Hospital Nuevo y la Casa de la Misericordia en el siglo XVIII, convertida esta última un siglo después en la Fábrica de Tabacos, que empleó a 4000 mujeres. Tras su derribo por motivos militares en la guerra de Independencia, fue reedificado según los planos realizados por el arquitecto valenciano Josef Cascant y Gilabert, en un proyecto con calles rectilíneas y manzanas rectangulares alargadas. Esta reconstrucción, ejecutada en el siglo XIX, con la creación de espacios como el panteón de Quijano y los jardines de Campoamor, lo dejaron completamente integrado en la ciudad.

## Fiestas patronales
El barrio celebra sus fiestas patronales, dedicadas a san Antonio Abad, entre los días 11 y 20 de enero, en los que se realizan diversos actos y procesiones, y tiene lugar el tradicional porrate de San Antón. Esta es una de la fiestas más antiguas y tradicionales de la ciudad, cuyo origen se remonta a la llegada de los dominicos a Alicante en el año 1510.